# Bronson Dudley
Bronson Dudley (27 de enero de 1920 - 20 de febrero de 2007) fue un actor y dramaturgo estadounidense. Comenzó su carrera como bailarín y más tarde consiguió papeles como actor de reparto en el cine y la televisión. Uno de sus papeles más memorables es el de Bill, un alcohólico, en Trees Lounge (1996) de Steve Buscemi.

## Filmografía
- Noises Off! (1992)
- Trees Lounge (1996) - Bill
- Homicide: Life on the Street (1998) - William Devlin (un episodio)
- On the Run (1999) - Dr. Shapiro
- Bringing Out the Dead (1999)
- Happy Accidents (2000) - Victor